# Olios alluaudi
Olios alluaudi är en spindelart som beskrevs av Simon 1887. Olios alluaudi ingår i släktet Olios och familjen jättekrabbspindlar.
Artens utbredningsområde är Elfenbenskusten. Inga underarter finns listade i Catalogue of Life.